# Till Lindemann
Till Lindemann   (Leipzig, 4 de gener de 1963) és un cantant, poeta i actor alemany. És conegut, sobretot, per ser el compositor i vocalista de la banda de metal industrial i de la Neue Deutsche Härte Rammstein.

## Biografia
Lindemann va néixer el 4 de gener de 1963 a Leipzig (aleshores a Alemanya Oriental), fill de la periodista de Norddeutscher Rundfunk (NDR) Brigitte Hildegard "Gitta" Lindemann i del poeta Werner Lindemann. Els seus pares es van conèixer per primera vegada en una conferència a Bitterfeld el 1959. Va créixer a Wendisch-Rambow al costat de la seva germana petita, Saskia. Als 11 anys, Lindemann va anar a una escola esportiva a l'Empor Rostock Sport Club, i va assistir a un internat de 1977 a 1980. Els seus pares van viure separats per motius de carrera després de 1975, i es van divorciar quan Lindemann encara era jove. Va viure poc temps amb el seu pare, però la relació era poc saludable; al llibre Mike Oldfield im Schaukelstuhl, el seu pare va escriure sobre els seus propis problemes amb l'alcoholisme i les dificultats de ser pare d'un Lindemann adolescent.
L'any 1978, Lindemann va participar al Campionat d'Europa júnior de natació a Florència, acabant 11è en els 1500 m lliures i 7è en els 400 m lliures, nedant un temps de 4'17"58; va ser finalista per anar als Jocs Olímpics de Moscou de 1980, però va abandonar l'esport a causa d'una lesió. Segons Lindemann, "Mai em va agradar l'escola esportiva en realitat, va ser molt intensa. Però de petit no t'hi oposes." Més tard va treballar com a aprenent de fuster, tècnic de galeria, tallador de torba i cisteller. La seva mare li va dedicar una carta titulada Mein Sohn, der Frontmann von. Rammstein ("El meu fill, el líder de Rammstein") a Lindemann el 2009. El primer àlbum que va tenir va ser Stormbringer de Deep Purple.

## Carrera Musical
Lindemann va començar a tocar la bateria per a la banda de rock experimental de Schwerin First Arsch el 1986, que va llançar un àlbum titulat Saddle Up el 1992, i va tocar una cançó ("Lied von der unruhevollen Jugend") amb una banda de punk anomenada Feeling B., que era l'antic grup de membres de Rammstein Paul Landers, Christoph Schneider i Christian "Flake" Lorenz el 1989. Durant el seu temps a Feeling B, va tocar la bateria a la banda. A la dècada de 1990, Lindemann va començar a escriure lletres. El 1994, la banda va participar i va guanyar un concurs a Berlín que els va permetre gravar una maqueta de quatre temes de manera professional. Quan se li va preguntar per què Rammstein va rebre el nom del desastre del programa aeri de Ramstein, va dir que va veure imatges de l'incident a la televisió, i que ell i els companys de banda volien fer un monument musical.
Aleshores Lindemann es va traslladar a Berlín. Durant els primers anys de Rammstein, a causa del seu ús de pirotècnia excessiva, Lindemann s'ha cremat les orelles, els cabells i els braços. El company de banda Christoph Schneider va comentar: "Fins que es crema tot el temps, però li agrada el dolor." Un incident el setembre de 1996 va provocar que una part del conjunt de la banda es cremés, i com a resultat, Lindemann va obtenir la seva certificació en pirotècnia, així que la banda podia actuar amb pirotècnia amb més seguretat que abans.

## Carrera literària
El 2002, Lindemann publicà el seu primer llibre de poemes anomenat Messer (ganivet en alemany). En l'àlbum Rosenrot de Rammstein, hi trobem un extracte d'aquest llibre. En el 2013 publica In stillen Nächten (En nits tranquil·les en alemany).

## Característiques personals
Till Lindemann té una veu de baríton que en moltes ocasions aconsegueix ser de baix. Una característica molt personal és com pronuncia la "r", ja que ho fa de manera vibrant alveolar sonora. Aquest so no és gaire comú en l'alemany, tot i que Adolf Hitler pronunciava la "r" així. Això ha provocat que molts titllessin a Rammstein de simpatitzants neonazis, cosa que els membres han desmentit diverses vegades, també van fer "Links 2 3 4" a mode de protesta. Una altra característica pròpia de Lindemann durant els concerts és copejar-se la cuixa o el pit amb el ritme de la música. Lindemann és un pirotècnic especialitzat, ja que durant els concerts utilitza tota mena de llançaflames, efectes pirotècnics...

## Discografia
Àlbums i Singels
- Herzeleid (1995)
- Sehnsucht (1997)
- Live aus Berlin (1999)
- Mutter (2001)
- Reise, Reise (2004)
- Rosenrot (2005)
- Liebe ist fur alle da (2009)
- Made in Germany 1995-2011 (2011)
- Rammstein (2019)

Singles
- Du riechst so gut
- Seemann
- Engel
- Du hast
- Das Modell
- Stripped
- Asche zu Asche
- Sonne
- Links 2 3 4
- Ich will
- Mutter
- Feuer frei!
- Mein Teil
- Amerika
- Ohne dich
- Keine Lust
- Benzin
- Rosenrot
- Mann gegen Mann
- Pussy
- Ich tu dir weh
- Haifisch
- Mein Land

## Llibres
- 2002: Messer
- 2013: In stillen Nächten

## Filmografia
- 1997: Lost Highway
- 1999: Pola X
- 2002: Triple X
- 2003: Amundsen, der Pinguin
- 2004: Vinzent